# Pelalawan (stato)
Il Sultanato di Pelalawan (in lingua aceh: Kesultanan Pelalawan; in jawi: كسولتانن ڤلالاون) fu un sultanato esistito nell'attuale isola di Sumatra in Indonesia, esistente tra il 1725 ed il 1946. Stato vassallo del sultanato di Johor dalla sua fondazione, nel 1810 divenne uno stato indipendente.

## Storia
Dinda II è indicato come il primo sovrano dello stato nel 1725, vassallo del sultano di Johor, che andò a sostituirsi al precedente regno di Tanjung Negeri. Dal 1725, il sovrano Dinda II decise di trasferire la sua capitale a Hulu Sungai Rasau a causa di un focolaio di malattia che colpì la sua popolazione. Durante il regno di suo nipote, il maharaja Lela II (1775-1798), diverse guerre interessarono il territorio del sultanato di Johor, in particolare la disputa per il trono tra il principe ereditario ed il tesoriere di Padang Saujana Tun Abdul Jalil (Sultano Abdul Jalil IV) nel 1722.
Il tesoriere e suo figlio Tengku Sulaiman (sultano Sulaiman Badrul Alam Shah) cospirarono con i fratelli del regno di Bugis (Daeng Parani, Daeng Merewah, Daeng Menambun, Daeng Kemasi e Daeng Chelak) per scacciare l'erede al trono di Johor. Questi venne infine sconfitto e fuggì a Siak con l'intento di fondare il sultanato di Siak di Sri Indrapura. Il maharaja Lela II, di fronte a questi soprusi, si vide pronto a non riconoscere il nuovo sovrano di Johor ed a giudicarlo come un usurpatore. Il sultanato terminò la propria esistenza nel 1946, mantenendo comunque una valenza puramente cerimoniale.

## Sovrani di Pelalawan

### Maharaja (sotto il sultanato di Johor)
- Maharaja Dinda II (1725–1750)
- Maharaja Lela Bungsu (1750–1775)
- Maharaja Lela II (1775–1798)

### Sultani (regno indipendente)
- Syarif Abdurrahman (1810–1822)
- Syarif Hasyim I (1822–1828)
- Syarif Ismail (1828–1844)
- Syarif Hamid (1844–1866)
- Syarif Jaafar (1866–1872)
- Syarif Abubakar (1872–1886)
- Syarif Ali (1886–1892)
- Syarif Hasyim II (1892–1930)
  - Tengku Pangeran (1931–1940), reggente
- Syarif Harun (1940–1946)

Interregno
- Syarif Kamaruddin (2008 - oggi)